# Igreja Presbiteriana no Camboja
A Igreja Presbiteriana no Camboja ou Igreja Presbiteriana do Camboja (IPC), oficialmente Sínodo da Igreja Presbiteriana no Camboja  - em inglês Synod Presbyterian Church in Cambodia - é uma denominação reformada presbiteriana, fundada no Camboja, em 1993, por missionários presbiterianos coreanos e da Igreja Presbiteriana em Singapura.

## História
Em 1993, missionários presbiterianos coreanos começaram o trabalho de plantação de igrejas no Camboja. A partir de então, missionários da Igreja Presbiteriana na Coreia (HapDong), Igreja Presbiteriana na Coreia (TongHap) e outras denominações presbiterianas coreanas chegaram ao país. Em 9 de julho de 2003, os missionários criaram o Conselho da Igreja Presbiteriana no Camboja, cujo objetivo era o estabelecimento de uma única denominação presbiteriana no país, sem refletir as divisões entre os presbiterianos coreanos na missão.
Em 2009, foi organizado o Instituto Teológico Presbiteriano do Camboja, para formação de pastores nacionais.
Em 9 de julho de 2013, o primeiro presbitério foi formado e em janeiro de 2015, o presbitério de desdobrou, levando a constituição do Sínodo da denominação.
Em 2019, a denominação já era formada por 136 igrejas e 5.876 membros.

## Doutrina
A IPC subscreve a Confissão de Fé de Westminster, Catecismo Maior de Westminster e Breve Catecismo de Westminster.

## Relações Intereclesiásticas
A denominação tem fortes relações com a Igreja Presbiteriana em Singapura.